# 2022년 11월 죽음
다음은 2022년 11월에 사망한 저명한 인물 목록이다.
- 11월 1일
  - 미국의 래퍼 테이크오프
  - 중화인민공화국의 영화배우 루수밍
- 11월 2일 - 아르헨티나의 지휘자 아틸리오 스탐포네
- 11월 3일 - 미국의 영화감독 더글러스 맥그라스
- 11월 5일
  - 미국의 가수 에런 카터
  - 대한민국의 야구선수 홍순호
- 11월 6일 - 미국의 경제학자 에드워드 프레스콧
- 11월 7일
  - 대한민국의 광학자 이병호
  - 잉글랜드의 영화배우 레슬리 필립스
- 11월 8일 - 러시아의 정치인 빅토르 체르케소프
- 11월 9일
  - 중국의 작가 바오퉁
  - 대한민국의 가수 최성빈
  - 브라질의 가수 가우 코스타
  - 스페인의 만화가 카를로스 파체코
  - 대한민국의 육상선수 함기용
- 11월 10일 - 미국의 영화배우 케빈 콘로이
- 11월 11일
  - 일본의 야구선수 무라타 조지
  - 스웨덴의 배우 스벤베르틸 타우베
  - 미국의 영화배우 존 애니스톤
- 11월 12일 - 이란의 난민 메흐란 카리미 나세리
- 11월 14일
  - 대한민국의 법조인 윤관
  - 과들루프의 카리브인 장 필리프 오모툰드
  - 일본의 성우 야나다 키요유키
- 11월 15일 - 일본의 평론가 가세 히데아키
- 11월 17일 - 미국의 컴퓨터과학자 프레더릭 브룩스
- 11월 18일 - 캐나다의 영화배우 진 라포인티
- 11월 19일
  - 이탈리아의 음악가 니코 피덴코
  - 미국의 영화배우 제이슨 데이비드 프랭크
- 11월 20일 - 미국의 영화배우 믹키 컨
- 11월 21일 - 미국의 신학자 에드 패리시 샌더스
- 11월 22일
  - 이탈리아의 정치인 로베르토 마로니
  - 쿠바의 싱어송라이터 파블로 밀라네스
- 11월 24일
  - 독일의 작가 한스 마그누스 엔첸스베르거
  - 일본의 소설가 사가와 잇세이
  - 스웨덴의 아이스하키선수 뵈리에 살밍
  - 파키스탄의 영화배우 이스마일 타라
- 11월 25일
  - 대한민국의 목사 김선도
  - 미국의 싱어송라이터 아이린 카라
- 11월 26일
  - 포르투갈의 축구선수 페르난두 고메스
  - 벨라루스의 정치인 블라디미르 마케이
  - 미국의 영화감독 앨버트 피언
- 11월 27일
  - 대한민국의 정치인 정현경
  - 일본의 영화감독 최양일
- 11월 28일
  - 미국의 영화배우 클래런스 길리어드
  - 대한민국의 극작가 오태석
- 11월 29일 - 미국의 군인 히로시 미야무라
- 11월 30일
  - 중화인민공화국의 제5대국가주석 장쩌민
  - 뉴질랜드의 육상선수 머리 홀버그
  - 오스트리아의 영화배우 크리스티아네 회르비거